# Locomotive FMSME 1-6
Le locomotive 1 ÷ 6 della Società Anonima per le Ferrovie Milano-Saronno e Milano-Erba erano un gruppo di piccole locotender di rodiggio 0-2-0. Costruite nel 1878-79 dalla Couillet, furono le prime macchine acquisite dalla neo-costituita società, che le mise in servizio sulle due linee Milano-Saronno e Milano-Erba, entrambe di nuova attivazione.
Si trattava di piccole macchine, di potenza molto modesta, paragonabile a quella delle locomotive tranviarie dell'epoca. Successivamente furono rinumerate 101 ÷ 106, probabilmente a causa dell'incorporazione nella rete FNM della tranvia a vapore Como-Fino-Saronno nel 1898, che rese necessarie alcune rinumerazioni del parco macchine, per evitare sovrapposizioni.
Le locomotive, sostituite da macchine più potenti, furono presto degradate a servizi di manovra, e vennero infine tutte vendute fra il 1903 al 1918, a diverse industrie private, che le utilizzarono sui propri raccordi. È probabile che almeno un'unità fosse sopravvissuta fino agli anni settanta.